# デビル雅美
デビル雅美（デビルまさみ、1962年1月7日 - ）は、日本の元女子プロレスラー。本名：吉田 雅美（よしだ まさみ）。福岡県北九州市若松区出身。身長168cm、体重91kg。怪奇派レスラー『スーパーヒールデビル雅美』としての顔も持つ。独身。
リングネームは高橋 雅美→天神マサミ→デビル雅美と変遷。デビル雅美という名前は、当時所属していた全日本女子プロレスのヒールだからという判断に由来する。
2008年12月30日の後楽園興行にて引退。女子プロレス第1次全盛期から一度も引退せず活動した唯一のレスラー。日本の女子プロレスラーにおいて最長の活動歴を持つ。

## 所属
- 全日本女子プロレス（1978年 - 1987年）
- フリーランス（1988年 - 1992年）
- JWP女子プロレス（1992年 - 2000年）
- フリーランス（2000年 - 2008年）

## 来歴
中学校時代は吹奏楽部に所属。家計を助けるため高校を1年で中退した。全日本女子プロレス（以下「全女」）入団後の1978年8月21日、静岡県の駿府会館興行における小峯広子戦でプロレスデビュー。もともと東京見物の感覚でオーディションを受けプロレス界入りしたためプロレスに夢を抱いていなかった。全女退団直前に行ったカナダ遠征以前はプロレスが好きでも嫌いでもなかったという。同世代のレスラーがプロレスの華やかな印象と現実とのギャップに苦しみ次々と退団するなか、デビルはプロレスがつらいことばかりだと認識していたため、自身がその状況になった際は「ああ、ホントにつらいんだな」と感じる程度だった。
全女時代は池下ユミ率いる『ブラックデビル』へ加入し、池下の引退後はそれを改称した『デビル軍団』を率いてヒールとして女子プロレス界で暴れまわった。同時期には『燃えつきるまで』で歌手デビューしている。『サイレントグッバイ』（渡辺典子主演のTBS系ドラマ「赤い秘密」主題歌）、アルバム『レイン・オブ・ティアーズ』なども発表、歴代女子プロレスラー随一の歌唱力ともいわれる。
1987年、25歳定年制のため全女を退団（形の上では『国内引退』。退団直前にいきなりレフェリーに転向させられたことで肩たたきされたと悟ったという）。その後はフリーランスとしてジャパン女子プロレスに参戦、神取忍とのシングルマッチが高い評価を得る。デビルの入団以前におけるジャパン女子では山本小鉄がコーチを務めていたが、山本の教える技術は全て男子向けだったため、選手たちにはデビルが1から技術指導しなおしている。
ジャパン女子プロレス崩壊後、1992年にJWP女子プロレス所属となった（2000年まで在籍）。この時期にアンダーテイカーをモチーフとしたスーパーヒールとして登場している。現役復帰した愛弟子・長与千種の無敗快進撃をストップさせた（後述）。
JWP退団後はGAEA JAPANを主戦場とし、同団体解散以降はOZアカデミーを中心に引き続きフリーランスとして活動。また、孫弟子にあたる里村明衣子が立ち上げたセンダイガールズプロレスリングの新人選手の育成に山本小鉄とともに尽力。仙女の観客からは「お母さん」の愛称で親しまれた。2005年より『デビル夫人』というリングネームでハッスルにも参戦。Erica乙女軍団の一員として、ハッスル軍に所属した。
2007年9月30日、自身の30周年記念興行をもって現役引退することを宣言。引退発表以降はあらゆる選手との試合を積極的にこなしている。その中で、自身の技やキャラクターを以下の後輩へ継承していった。
- ライガーボム：プロレスセンスを認めたうえでデビュー当時の自身に体型が似ている松本浩代
- ファイヤーバレー：体格にそぐわないパワーを持つ輝優優
- スーパーヒールのキャラクター：タッグを組んで以降子弟関係にあり、そのヒールスタイルがデビルの影響を色濃く受けた植松寿絵

2008年12月30日、引退興行となった長与千種プロデュースの後楽園大会における第一試合にてスーパーヒールとして登場。かつて同じユニットで活動したダンプ松本・KAORUと組み、本興行限定で復帰した愛弟子の長与千種らと激戦を展開。ラストは長与をファイヤーバレーで破り、スーパーヒール初登場以来15年以上にわたる全勝伝説を守り抜いたまま、31年弱に及ぶレスラー人生に幕を閉じた。最後のマイクパフォーマンスでは、同大会のような様々な団体が登場する女子プロレスの現状報告を兼ねたオムニバス形式の興行を1年に1度は行い、利益が出たあかつきには選手のけがなどの金銭的フォローなどを目的とした女子プロレス基金の設立を提案、自身の人生の大半を置いた女子プロレス界の未来を思いやる言葉を残した。
引退後は、地元である北九州市小倉に戻りスーパーの夜間マネージャーに従事した。その後、同市の「料亭金鍋」社長からスカウトされ、漬物処「糠蔵」店長となる。2022年6月12日に閉店後は「金鍋」本店に勤務している。

## スーパーヒールデビル雅美
埼玉県八潮市で行われたJWPの地方興行にてスーパーヒールとしてデビュー。前売り券の売り上げが芳しくない中、困り果てたJWPフロント陣が「デビルさんに、1夜限り、全女時代のように大悪人になってもらって大暴れしてもらおう」と提案したことがきっかけ。当日は、真っ黒な衣装に紫の木刀、顔には7色のペイント、声を出さず、表情も変化しないという過去にない「新しいデビル雅美」が対戦相手であるプラム麻里子の前に現れ、試合に勝利した。
デビュー以降は、「餓狼伝説」と称してJWPの選手を一人ずつ破っていった。当時のJWPチャンピオンであるダイナマイト関西の最後の挑戦者に名乗りを上げた長与千種にも勝利（1994年4月10日後楽園ホール）。その後は、JWP旗揚げ以来となる無敵のチャンピオンだったダイナマイト関西を破りJWP認定無差別級王座のベルトを奪った。GAEA JAPAN旗揚げ戦のメインイベントでは尾崎魔弓と組んで長与千種・ダイナマイト関西組を破り、長与千種の化身ZEROとのAAAWシングル王座を賭けたシングルマッチにも勝利。
デビルは、単なるヒールではつまらないので、カナダで観たアンダーテイカーのスタイルをほとんど模倣した旨を自身のブログで発言している。

## 得意技
ファイヤーバレー
ブレーンバスターまたはボディスラムで抱え上げて、相手をうつ伏せに肩にのせ垂直落下式で頭から叩きつける。
ギロチンドロップ
ローリングセントーン
本当に大事な試合でのみ使用。
ライガーボム
前方に向かって相手を後頭部からマットに叩きつけ、その際に受身を取った相手の両腕を足でロックする。獣神サンダー・ライガーの持ち技だが、デビルはパワーフォールの技名で3年ほど先駆けて使用していた。
スリーパーホールド
踵落とし
クロスチョップ
デビルボンバー
ロメロスペシャル

## 獲得タイトル
- WWWA世界シングル王座
- WWWA世界タッグ王座
- オールパシフィック王座
- 全日本シングル王座
- UWAインターナショナル女子王座
- 太平洋岸タッグ王座
- JWP認定無差別級王座
- JWP認定タッグ王座
- AAAWシングル王座

## ディスコグラフィ

### シングル
| 発売日           | 規格品番 | 面 | タイトル                                   | 作詞               | 作曲       | 編曲       |
| ---------------- | -------- | -- | ------------------------------------------ | ------------------ | ---------- | ---------- |
| トリオレコード   |          |    |                                            |                    |            |            |
| 1982年12月16日   | 3B-746   | A  | 燃えつきるまで                             | 倉光カオル         | 倉光カオル |            |
| 1982年12月16日   | 3B-746   | B  | はぐれ町                                   | 安井公一           | 倉光カオル |            |
| 1983年           | 3B-761   | A  | デビル・命の限り                           | 倉光カオル         | 倉光カオル |            |
| 1983年           | 3B-761   | B  | 最終電車                                   | 安井公一           | 倉光カオル |            |
| キティ・レコード |          |    |                                            |                    |            |            |
| 1985年3月25日    | 7DS-0091 | A  | Lonely Eyes                                | 有川正沙子         | 水谷公生   | 水谷公生   |
| 1985年3月25日    | 7DS-0091 | B  | パープル・タイフーン（デビル雅美のテーマ） | -                  | 矢荻渉     | 丸尾めぐみ |
| 1985年8月1日     | 7DS-0097 | A  | サイレント・グッバイ〜たとえ悲劇でも〜     | 内藤綾子           | 水谷公生   | 水谷公生   |
| 1985年8月1日     | 7DS-0097 | B  | バラードの夜                               | 来生えつこ         | 岩﨑元是   |            |
| 1986年7月1日     | 7DS-0114 | A  | J                                          | 李世建 訳:佐藤純子 | 李世建     | 岩崎文紀   |
| 1986年7月1日     | 7DS-0114 | B  | J（オリジナルカラオケ）                    | -                  | 李世建     | 岩崎文紀   |

### アルバム
| 発売日         | レーベル         | 規格                                   | 規格品番           | アルバム |                 |
| -------------- | ---------------- | -------------------------------------- | ------------------ | --- | --------------- |
| 1985年12月21日 | キティ・レコード | LP                                     | 28MS-0091          | Rain of Tears ※ Mark Goldenbergプロデュース \| 面 \| No. \| タイトル \| 作詞 \| 作曲 \| 編曲 \| \| -- \| --- \| -------------------------------------- \| ------------------ \| --------------- \| --------------- \| \| A \| 1 \| RAIN OF TEARS \| Mark Goldenberg \| Mark Goldenberg \| Mark Goldenberg \| \| A \| 2 \| 絡まる予感 \| 塚越靖雄 \| 星勝 \| 水谷公生 \| \| A \| 3 \| 瞳・ためらい \| \| \| \| \| A \| 4 \| 涙を感じて \| \| \| \| \| A \| 5 \| STAR JAZZ WALTZ \| \| \| \| \| B \| 1 \| Lonely Eyes \| 有川正沙子 \| 水谷公生 \| 水谷公生 \| \| B \| 2 \| 醒めたハートで \| \| \| \| \| B \| 3 \| バラードの夜 \| 来生えつこ \| 岩崎元是 \| \| \| B \| 4 \| サイレント・グッバイ～たとえ悲劇でも～ \| 内藤綾子 \| 水谷公生 \| 水谷公生 \| \| B \| 5 \| J \| 李世建 訳:佐藤純子 \| 李世建 \| 岩崎文紀 \| |                 |
| 面             | No.              | タイトル                               | 作詞               | 作曲 | 編曲            |
| A              | 1                | RAIN OF TEARS                          | Mark Goldenberg    | Mark Goldenberg | Mark Goldenberg |
| A              | 2                | 絡まる予感                             | 塚越靖雄           | 星勝 | 水谷公生        |
| A              | 3                | 瞳・ためらい                           |                    | |                 |
| A              | 4                | 涙を感じて                             |                    | |                 |
| A              | 5                | STAR JAZZ WALTZ                        |                    | |                 |
| B              | 1                | Lonely Eyes                            | 有川正沙子         | 水谷公生 | 水谷公生        |
| B              | 2                | 醒めたハートで                         |                    | |                 |
| B              | 3                | バラードの夜                           | 来生えつこ         | 岩崎元是 |                 |
| B              | 4                | サイレント・グッバイ～たとえ悲劇でも～ | 内藤綾子           | 水谷公生 | 水谷公生        |
| B              | 5                | J                                      | 李世建 訳:佐藤純子 | 李世建 | 岩崎文紀        |

### 参加作品
1. PURE HEART ENSEMBLE / JWP（1995年11月17日）
  - I am woman
2. SINGLE MATCH / JWP（1999年8月25日）
  - REBIRTH 流れる星を見ている

## テレビドラマ
- 日立テレビシティ / 輝きたいの（1984年、TBS）
- 新大江戸捜査網 第22話「恐怖! 妖女軍団」（1984年9月1日、テレビ東京） - おはる
- 赤い秘密（1985年、TBS）

## その他
- 燃える!お兄さん - パロディキャラクターの「デブルまさみ」が登場し、すごいデブだとケンイチを驚かせた（実際は固太りで、いわゆるデブや肥満の類ではない）。反則をする、歌唱力が高いという本人を意識した描写がそれぞれ一コマずつ描かれた。
- JWP時代における仙台や静岡など地方巡業の際は、選手専用バスではなく自家用であるGX90マークIIで尾崎やキューティーとともに移動していた。